# بوخفيستنيفو
بوخفيستنيفو (بالروسية: Похвистнево) هي إحدى مدن روسيا في الكيان الفدرالي الروسي سمارا أوبلاست.

## توأمة
لبوخفيستنيفو اتفاقيات توأمة مع:
- برنتسلاو